# Klassem
Mit Klassem wird in der Lexikologie ein semantisches Merkmal (Sem) bezeichnet, das eine Klasse von Sememen und/oder von Lexemen von anderen abgrenzt. „Klasseme sind im Unterschied zu Semen ganz allgemeine Bedeutungskomponenten, die Lexemen, die mehreren verschiedenen Wortfeldern angehören, gemeinsam sind; sie sind häufig nicht nur lexikalisiert, sondern auch grammatikalisiert (...).“ Ein Klassem kann deswegen auch als ein generisches Sem betrachtet werden.
Ein Klassem muss einschlägig, feststellbar und beständig sein; beim Gliedern ist auf Vollständigkeit, Lückenlosigkeit und Eindeutigkeit zu achten. Eine Klassifikation, die jedem Klassem nur eine Stelle zuweist, ist gegenstandsorientiert. Dem gegenüber ist ein Schema fachgebietsorientiert, wenn ein Klassem in verschiedenen Klassen zu finden ist. In diesem Fall kann das Klassem Huhn in der Klasse Tierzucht, aber auch in Kochrezepte eingeordnet werden.

## Herkunft des Begriffs
Der Terminus „Klassem“ wurde von Bernard Pottier (1963) bedacht, um ihn von zwei anderen, dem Virtuem und dem Semantem, zu unterscheiden. In allen Fällen handelt es sich aber um die Sammlung von Sememen innerhalb eines Paradigmas.

## Beispiele aus dem Deutschen
Beispiele von Klassemen im Deutschen sind die Seme [männlich] und [weiblich]. Das erste Sem umfasst sowohl die Sememe [Mann] und [Junge] wie die Sememe [Hengst] und [Stier], das zweite umfasst sowohl die Sememe [Frau] und [Mädchen] wie [Kuh]. Solche Klasseme können dazu genutzt werden, um die semantischen Verbindungen, die zwischen den Sätzen innerhalb von Texten bestehen, zu verdeutlichen und damit seine Isotopien zu erarbeiten. Sie können damit zur Lösung textlinguistischer Probleme beitragen und bei der Interpretation von Texten genutzt werden.